# Pharao (musique)
Pour l’article homonyme, voir Pharao.
Pharao était un groupe d'Eurodance produit par 2 DJ's : Alexander Hawking et DJ Stevie Steve. Il était composé d'une chanteuse d'origine indienne et égyptienne (Kyra) et d'un rappeur américain (Deon Blue).
Le groupe a sorti 2 albums : Pharao en 1994 et The Return en 1998.
Leur premier single I Show You Secrets a atteint la 6e place dans le classement allemand avec une certification disque d'or. Ce single a également eu un succès dans plusieurs pays européens. Leur second single, There's a Star, a suivi le même chemin que son prédécesseur en atteignant la 8e position du classement allemand. Il fut aussi certifié disque d'or. Leur premier album "Pharao (1994) a atteint la 23e position du classement. Le 3e single, World of magic, n'a pas eu le même succès mais est malgré tout rentré dans le top 30 en Allemagne.
En 1997, après deux ans de silence, le groupe revient sans Deon Blue. Le nouveau single, Temple of Love, issu du second album The Return a seulement atteint la 36e position dans les charts allemands mais il a atteint la 7e en Finlande. Le single suivant (et dernier), Once Upon a Time, fut un échec : il n'est même pas rentré dans le top 100. L'album The Return, sorti début 1998, n'a pas eu de succès non plus.
Le groupe a disparu en 2001.

## Albums
- Pharao (1994)
- The Return (1998)

## Singles
1994 :
- I Show You Secrets
- I Show You Secrets - Remixes
- I Show You Secrets - Remixes 2
- There Is A Star
- There Is A Star - Remixes

1995
- World Of Magic
- World Of Magic - Remixes

1997
- Temple Of Love
- Temple Of Love - Remixes
- Once Upon a Time